# شون إليس
شون إليس (بالإنجليزية: Shaun Ellis)‏ هو لاعب كرة قدم أمريكية أمريكي، ولد في 24 يونيو 1977 في أندرسون في الولايات المتحدة.

## وصلات خارجية
- شون إليس على موقع مرجع كرة القدم المحترفة.كوم (الإنجليزية)